# Erebus truncata
Erebus truncata là một loài bướm đêm trong họ Erebidae.